# Comme ton ombre

Comme ton ombre est une série de bande dessinée ayant un tome paru pour l'instant, le scénario est signé Patricia Lyfoung (La Rose écarlate) et les dessins et les couleurs par Mamboo.

## Synopsis
Le livre commence avec l'un des personnages principaux, un jeune homme nommé Yoann qui a des flash-back d'une femme et d'un petit garçon.
Quand Alice est à Lyon pour le mariage d'une amie, son sac est volé. Mais le voleur est capturé et emmené à la police. Alice ne presse pas les frais, mais avant qu'elle ne parte, elle donne quelques mots d'encouragement à son voleur.
Le voleur est Yoann, et il a un passé mystérieux. Quand il entend ses mots qu'Alice lui a prononcé, (écoutez monsieur...tout le monde fait des erreurs...vous valez mieux que ça) il la suit à Paris, où elle étudie l'art et se prend d'une étrange fascination pour elle et la suit partout. Il est recueilli par son ami Chris et la petite amie de celui-ci Mariam qui lui demande où était-il passé ces 5 dernières années?
Plus tard, Alice rencontre Yoann mais ne sachant pas que c'est lui qui lui avait volé son sac car il est rasé et a une nouvelle coupe de cheveux. Les deux jeunes gens deviennent des amis que les progrès série.
Quel est le secret de Yoann?. Pourquoi il ne veut plus jouer de la musique depuis son retour?
Nous aurons tout ça à découvrir dans les prochains tomes.